# François Boucher

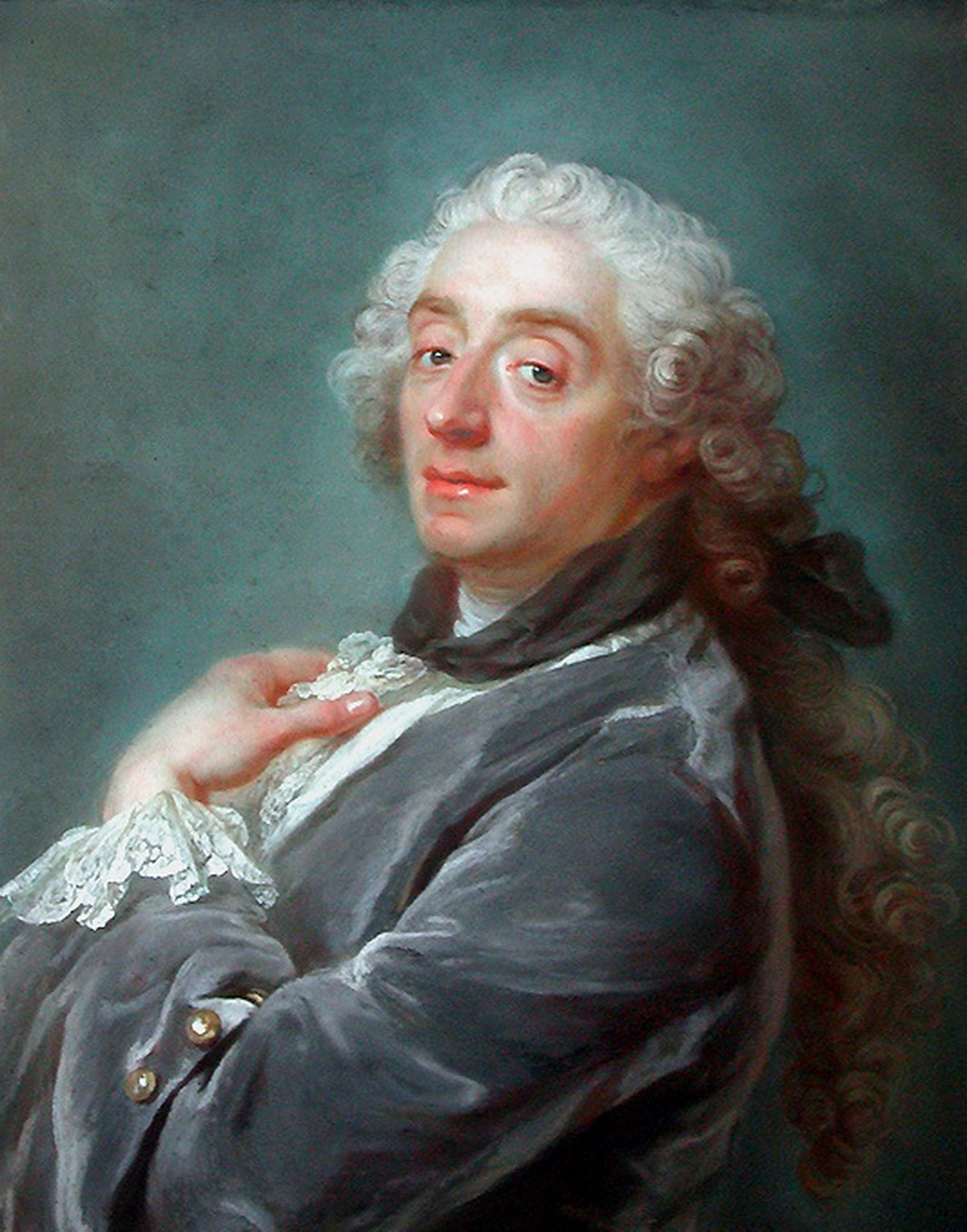
François Boucher. Porträtgemälde des schwedischen Malers Gustaf Lundberg aus dem Jahr 1741

François Boucher (* 29. September 1703 in Paris; † 30. Mai 1770 ebenda) war ein französischer Maler, Zeichner, Kupferstecher und Dekorateur des französischen Rokoko, dessen galante Welt er in lasziven, mythologischen, allegorischen und erotischen Motiven darstellte. Er war Hofmaler von Ludwig XV. und Günstling der Marquise de Pompadour.

## Leben
François Boucher wurde als Sohn des Entwurfzeichners für Möbel und Dekorationen Nicolas Boucher und seiner Ehefrau Elisabeth Lemesle geboren. Er lernte 1720 bei François Lemoyne und Jean Cars. Ihn beeinflussten Tizian, Veronese und Tintoretto. 1723 zeichnete die Académie royale de peinture et de sculpture ihn mit ihrem ersten Preis aus, dem Grand Prix de Rome, der ihm einen vierjährigen Aufenthalt in Italien ermöglichte.
1731 wurde Boucher an der königlichen Akademie als Historienmaler mit dem Gemälde Rinaldo und Armida aufgenommen. 1733 heiratete er Jeanne Buseau.
Ab 1734 war er für das französische Königshaus Ludwigs XV. tätig. Boucher wurde Günstling der Maitresse des Königs, der einflussreichen Marquise de Pompadour, der er auch Malunterricht gab. Er war Dekorateur der Oper und übernahm 1755 nach dem Tod von Jean-Baptiste Oudry dessen Position als künstlerischer Leiter der Manufacture royale des tapisseries in Beauvais. Seit 1742 war er Hofmaler des Königs und um 1765 wurde er erster Hofmaler des Königs (peintre du roi). 1761 wurde er Rektor der königlichen Akademie.

## Werk
Boucher vervollkommnete eine Technik zur Herstellung von Faksimiles aus farbigen Kreidegemälden. Bilder wurden zu dieser Zeit durch Kopien in Kupferstichen bekannt. Seine Zeichnungen und Radierungen, darunter Buchillustrationen (Molière-Ausgabe 1734) zeigen seine Virtuosität.
Boucher malte vor allem für adlige Kundschaft. Seine Bilder sind über ganz Europa verteilt. Boucher widmete sich, ganz der damaligen Zeit der Galanterie entsprechend, der Grazie und Anmut. Sein neben Pastoralen bevorzugtes Thema, der nackte weibliche Körper, behandelte er mit einer einfühlsamen Fülle und Nuancierung, die in der Geschichte der Malerei ohne Vorbild ist. In seinen Gemälden, häufig Pastorallandschaften, mythologische Darstellungen und Porträts, finden sich lichte, virtuos gemalte Farbtöne, ähnlich wie bei Tiepolo, so z. B. bei Diana im Bade. Anlass für das wohl bekannteste Werk Bouchers, das ganzfigurige Porträt der Marquise de Pompadour war die Ernennung zur Hofdame der Königin. Es zeigt die Marquise in lässiger Haltung auf einer Chaiselongue in einem Boudoir, in einer Umgebung von Dingen des Luxus und der Kultur. Boucher zeigt sein ganzes Können bei der Wiedergabe von Stoffen und bei der Darstellung von Stillleben. Als Meister der dekorativen Kunst (in Gemälden, bei Deckenmalereien, Innendekorationen, Entwürfe für die Gobelin-Manufaktur in Béauvais, für Opernbühnenbilder und Entwürfen für die Porzellanmanufaktur in Sèvre) prägte er jahrzehntelang den Stil am Hofe von Ludwig XV. Seine Gemälde fanden sich auf den Fürstenhöfen in ganz Europa. Sie ähneln den Motiven Antoine Watteaus, den er bewunderte. Er arbeitete hart, malte eine große Zahl Bilder (die Bekanntheit stieg mit der Verteilung) und brachte es schon zu einer regelrechten Produktion, wie sich in ihm auch bereits ein industrieller Geist ankündigte. Er unterhielt ein Atelier mit Schülern, die oft seine Werke fertig ausführten, wiederholte Ausschnitte in verschiedenen Zusammenhängen und malte oft Kopien seiner Bilder (sog. „eigenhändige Repliken“) für verschiedene Auftraggeber, wie etwa im Fall der Marie-Louise O’Murphy. Als offizieller königlicher Maler wurde Boucher sehr von Diderot und den Enzyklopädisten kritisiert. Man warf ihm vor allem während der Französischen Revolution vor, ein leichtlebiges und frivoles 18. Jahrhundert dargestellt zu haben. Erst Ende des 19. Jahrhunderts wurde er wieder als großer Maler geschätzt. Seine berühmtesten Schüler waren Jean-Honoré Fragonard und Jacques-Louis David. Mit Claude-Henri Watelet, den er häufig in dessen Gartenanlage Moulin Joly besuchte, war er ebenso befreundet, wie mit Hubert Robert. Nach seinem Tod gelangten rund 16.000 Objekte aus seinem persönlichen Besitz in den Verkauf, darunter 700 Chinoiserien.
Seine Bilder hängen unter anderem in der Münchner Alten Pinakothek, im Schloss Charlottenburg in Berlin, im Louvre, der Sankt Petersburger Eremitage und im Wallraf-Richartz-Museum in Köln.

## Rezeption
Boucher war ein glänzender Zeichner, der eine Vielzahl an Techniken beherrschte, und ein Meister der dekorativen Kunst. Neben der Landschaftsmalerei waren historische und mythologische Motive Gegenstand seiner Malerei. Es gebührt ihm neben Watteau ein Hauptplatz in der französischen Malerei des 18. Jahrhunderts, deren Wesen er verkörperte wie kein anderer. Er beeinflusste die gesamte dekorative Kunst zur Zeit Ludwig XV. Gegen ihn wandten sich die Schüler des Klassizismus und insbesondere Diderot. Die Monographie von Georges Brunel und die Ausstellung New York, Detroit, Paris (1986/87) haben es ermöglicht, die Bedeutung des Malers zu ermessen.
Auch die deutsche Porzellanplastik des 18. Jahrhunderts wurde von Boucher beeinflusst, Iris Lauterbach beschreibt die Produktion der Porzellanmanufakturen Berlin und Frankenthal in der zweiten Hälfte des 18. Jahrhunderts sogar als „Kunsthandwerk d’après Boucher“. Weiterhin lassen sich Porzellanplastiken Johann Joachim Kändlers für Meißen direkt auf Boucher zurückführen, so beispielsweise Merkur übergibt das Bacchuskind den Nymphen (1760–1762) nach gleichnamigem Gemälde Bouchers und ein Liebestempel (1750–1762) nach Bouchers „Die Vermählung zwischen Amor und Psyche“ (1744).

## Werkauswahl Gemälde
- Amor als Gefangener, 1754, London, Wallace Collection
- Das Frühstück, 1739, Paris, Musée du Louvre
- Der Angler, 1759, Hamburg, Kunsthalle
- Der Maler in seinem Atelier, Selbstporträt, um 1720, Paris, Musée du Louvre
- Diana im Bade, 1742, Paris, Musée du Louvre
- Die Brücke, 1751, Paris, Musée du Louvre
- Die heimliche Botschaft 1767, Braunschweig, Herzog Anton Ulrich-Museum
- Die Modistin, 1746, Stockholm, Nationalmuseum
- Die Mühle, 1751, Paris, Musée du Louvre
- Frauenkopf, um 1750, St. Petersburg, Eremitage
- Geburt und Tod des Adonis, 1733, Lissabon, Museu António Medeiros e Almeida
- Geburt der Venus, um 1750, London, Wallace Collection
- Hirtenlandschaft mit Fluss, 1741, München Alte Pinakothek
- Jupiter und Kallisto, 1744, Moskau, Staatliches Puschkin-Museum der bildenden Künste
- Ländliche Idylle, 1730, München Alte Pinakothek
- Landschaft mit dem Bruder Lucas, um 1750, St. Petersburg, Eremitage
- Landschaft mit Kirschpflückerin, 1768, London, Kenwood House
- Odaliske, um 1740, Paris, Musée du Louvre
- Porträt der Madame de Pompadour, um 1750, Edinburgh, National Gallery of Scotland
- Porträt der Madame de Pompadour, 1759, London, Wallace Collection
- Porträt der Madame de Pompadour, 1758, München, Alte Pinakothek
- Porträt der Marie-Jeanne Buseau, um 1733, New York, Frick Collection
- Porträt einer Dame mit Muff, um 1750, Paris, Musée du Louvre
- Rast am Brunnen, 1730, München Alte Pinakothek
- Ruhendes Mädchen (Mademoiselle O'Murphy), 1752, München, Alte Pinakothek
- Rinaldo und Almida, 1734, Paris, Musee du Louvre
- Sonnenaufgang, 1748, London, Wallace Collection
- Toilette der Venus, 1751, New York, Metropolitan Museum of Art
- Triumph der Venus, 1740, Stockholm, Nationalmuseum
- Venus tröstet Amor, 1751, Washington (D.C.), National Gallery of Art[9][10]

Abbildungen

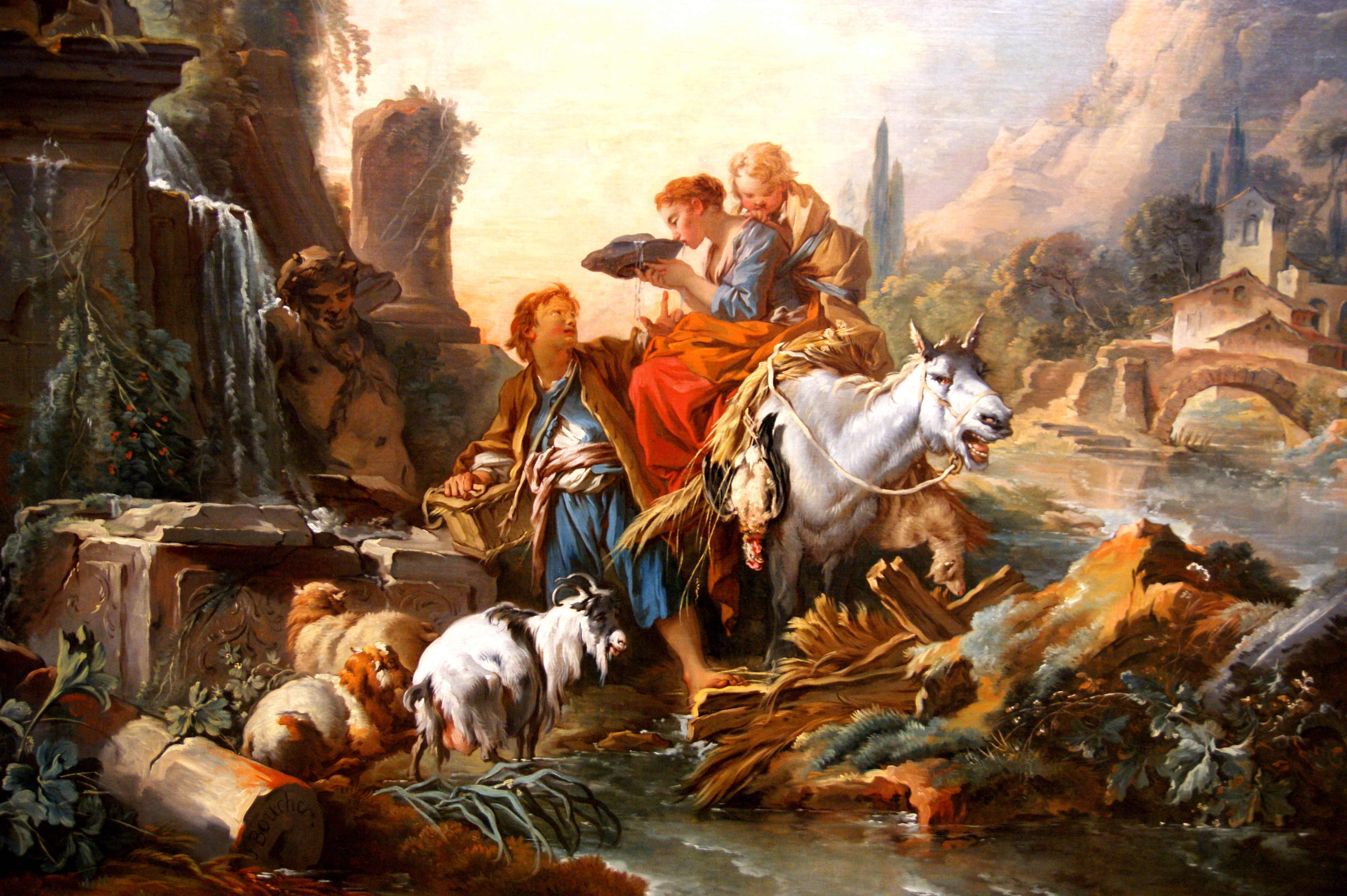
Rast am Brunnen, 1730
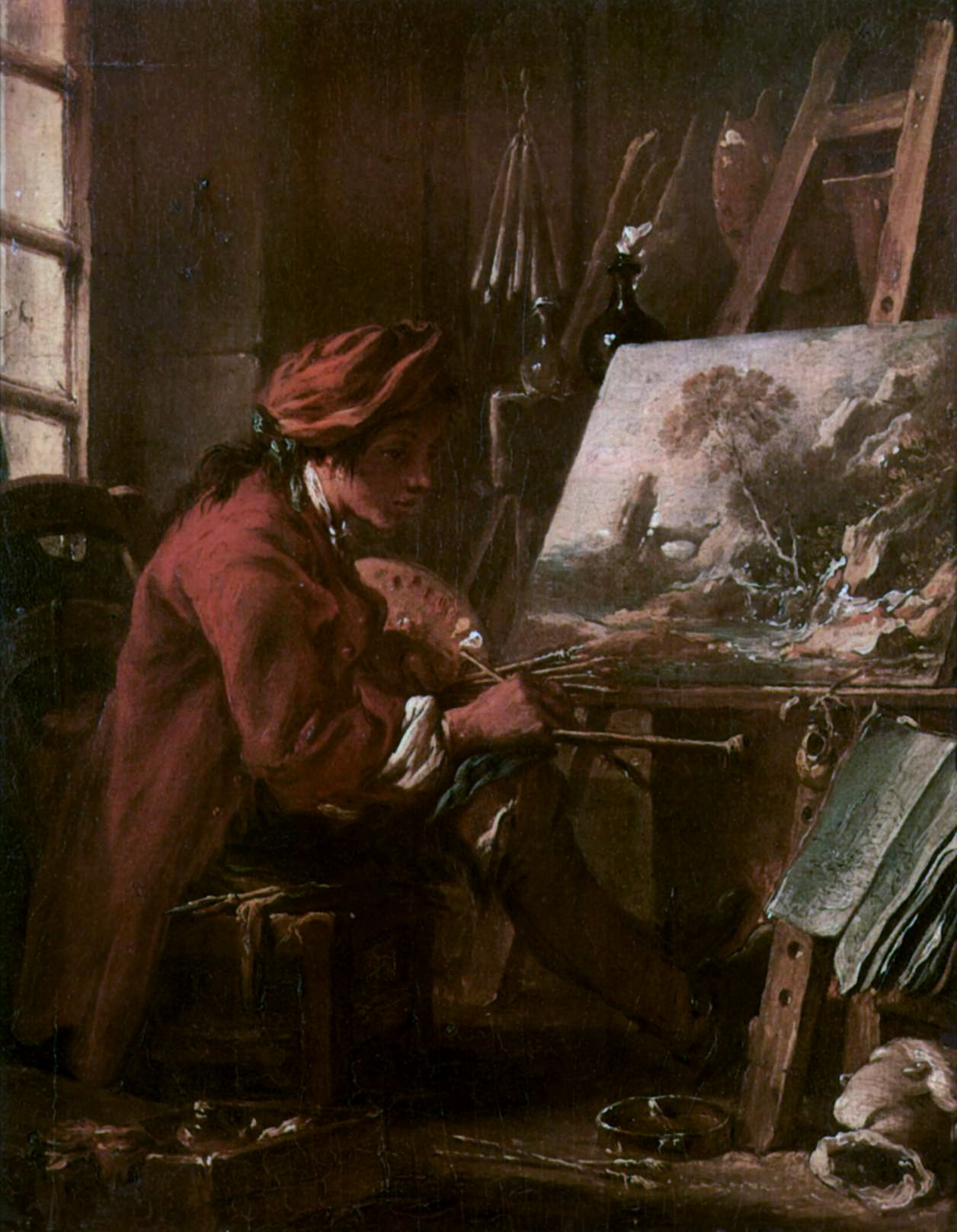
Selbstporträt im Atelier, etwa 1730/35
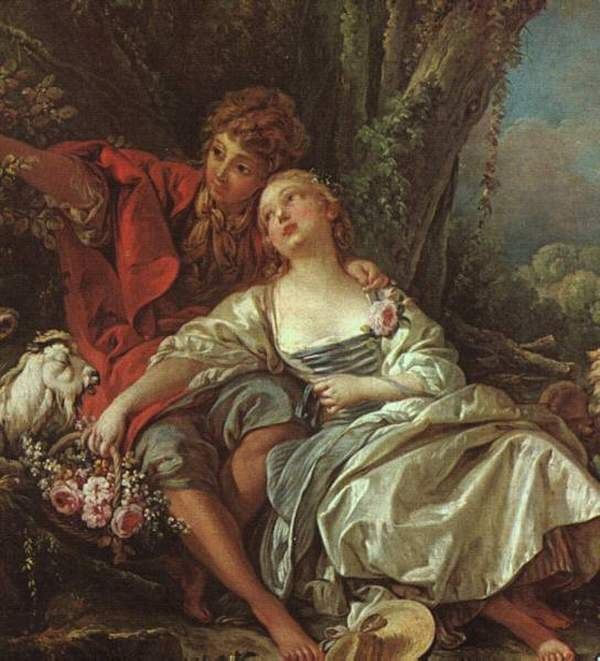
Pastorale
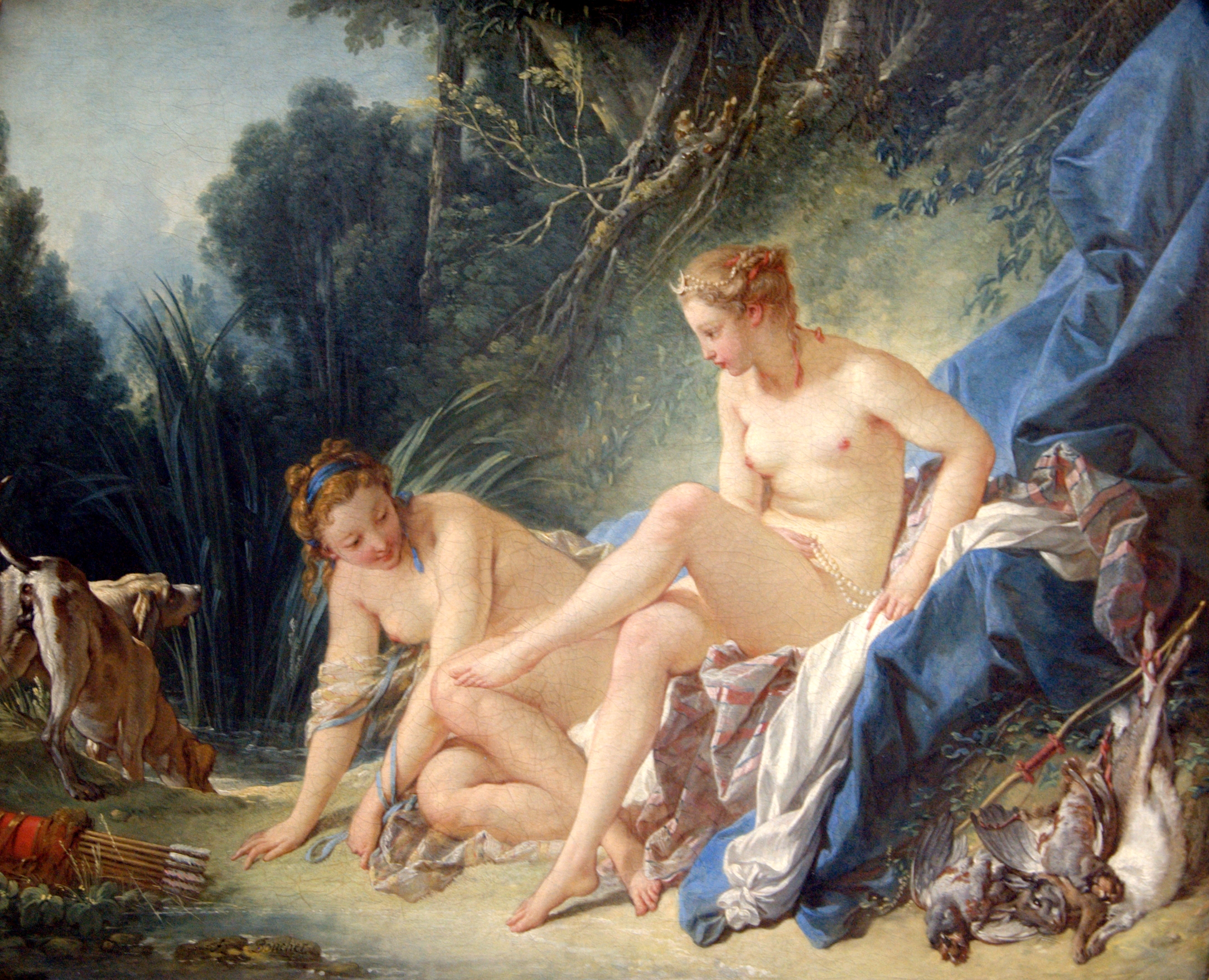
Diana nach dem Bade, 1742
Herbst (Detail)
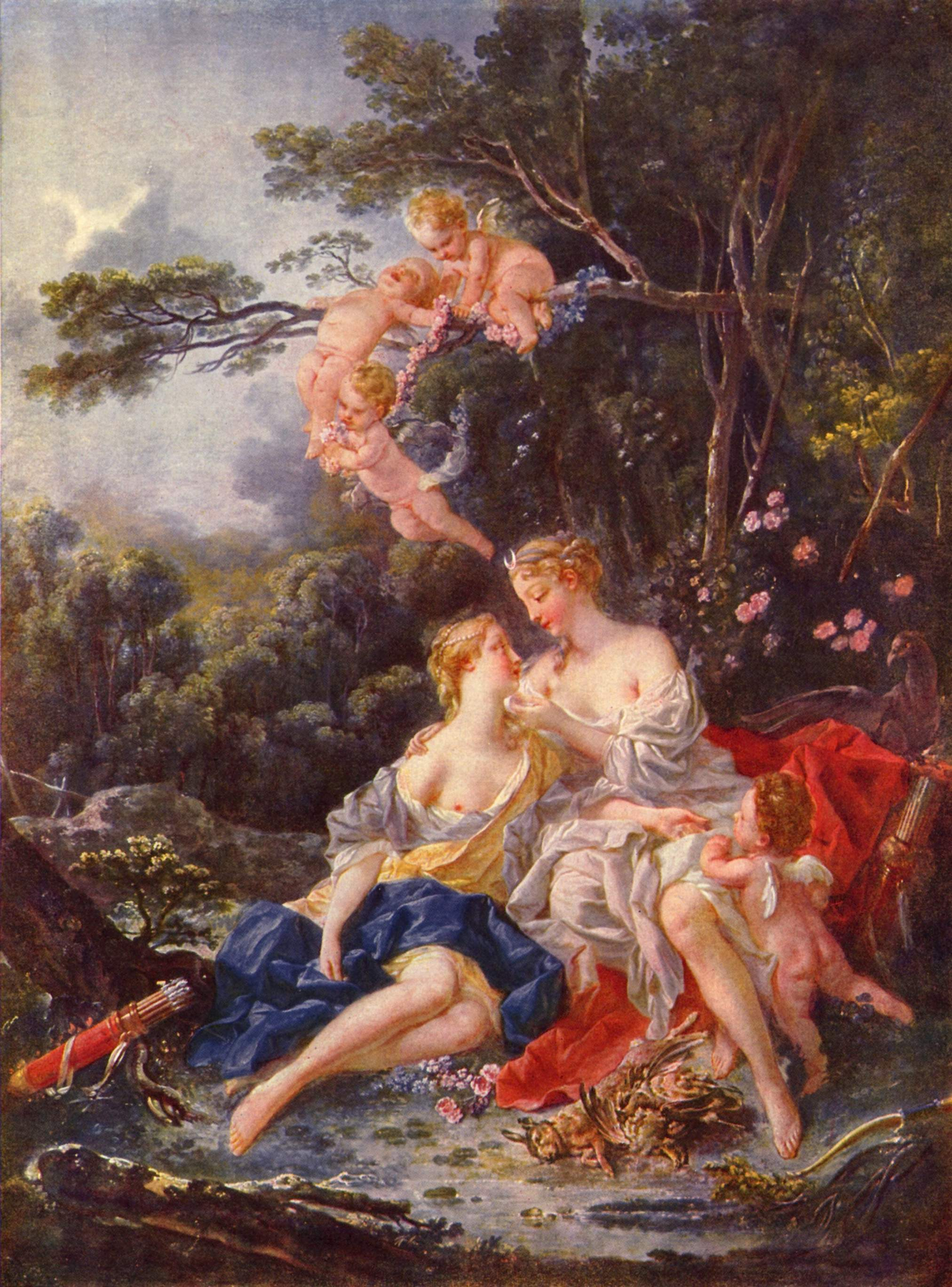
Jupiter und Kallisto, 1744
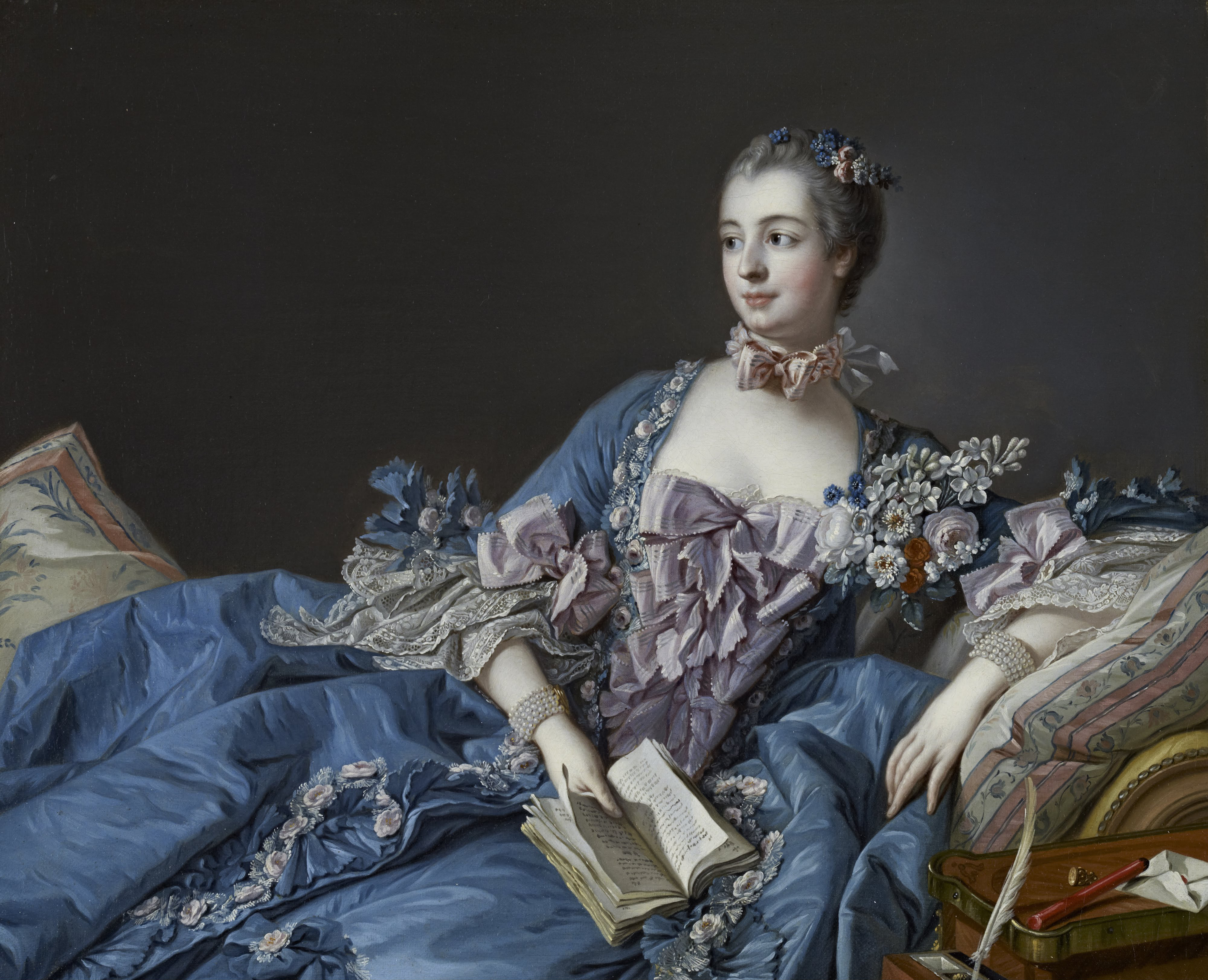
Porträt der Madame de Pompadour, etwa 1750, Scottish National Gallery
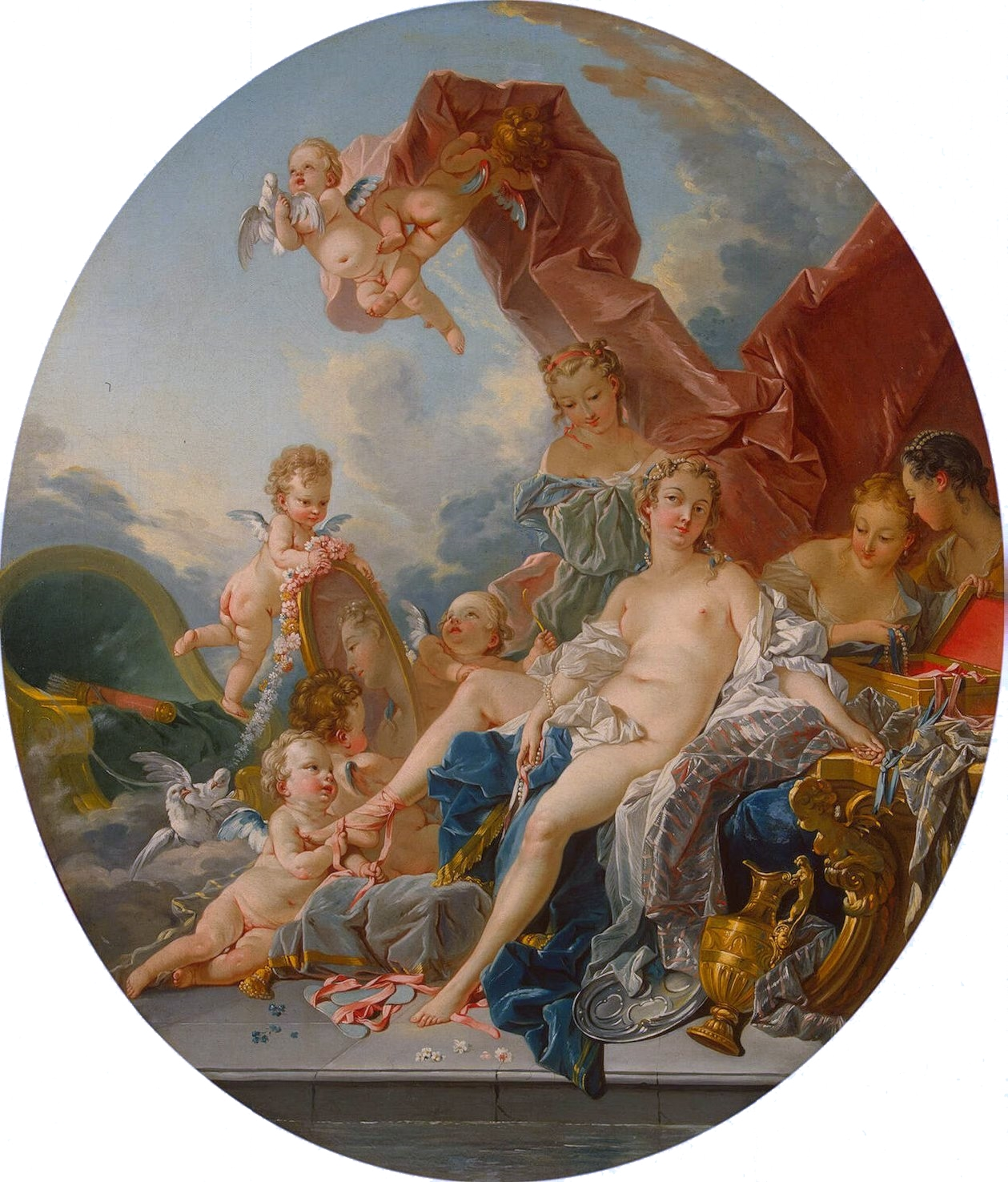
Die Toilette der Venus
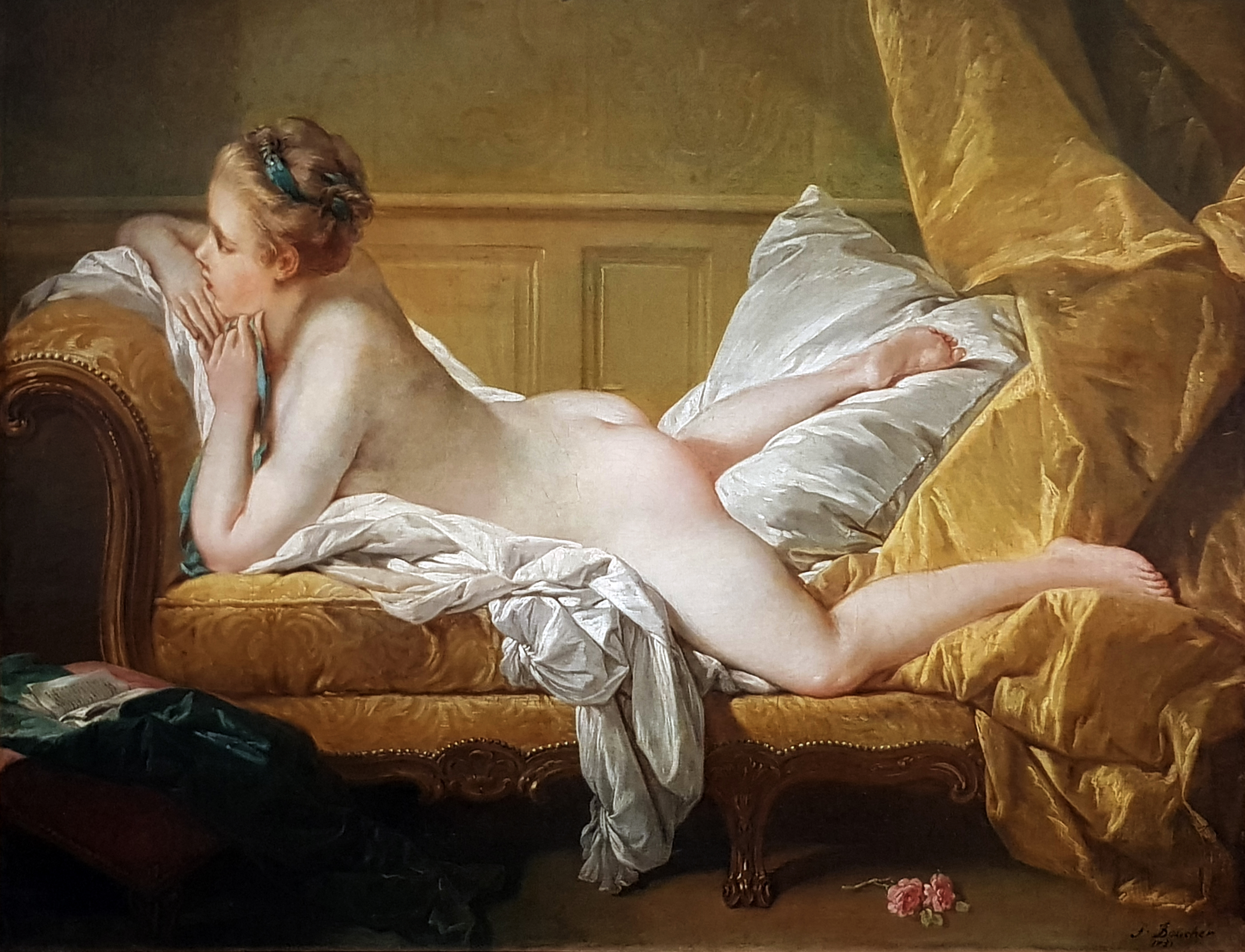
Ruhendes Mädchen, 1751
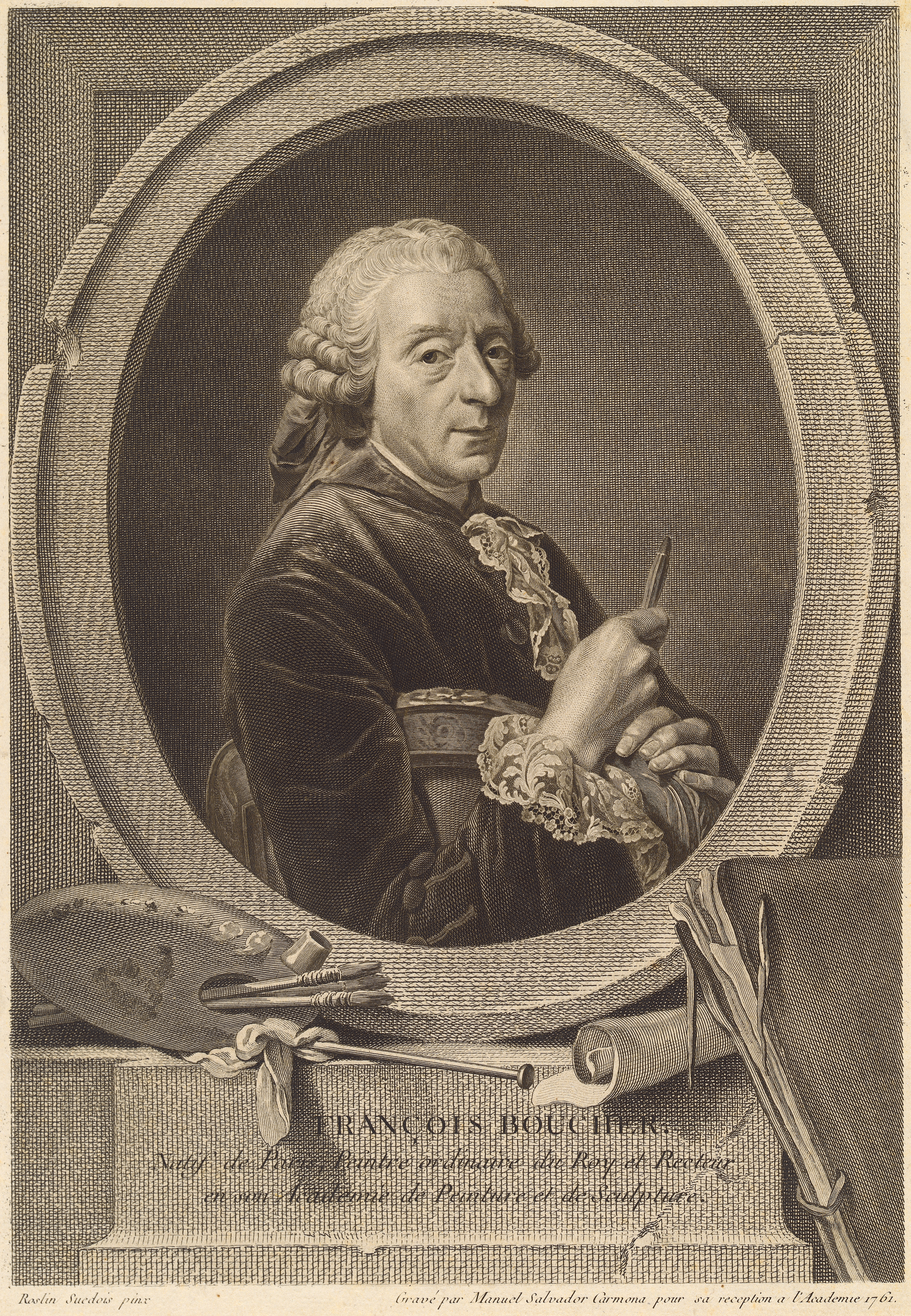
Kupferstich von M.S. Carmona nach Bouchers Porträt von Alexander “Suedois” Roslin, 1761
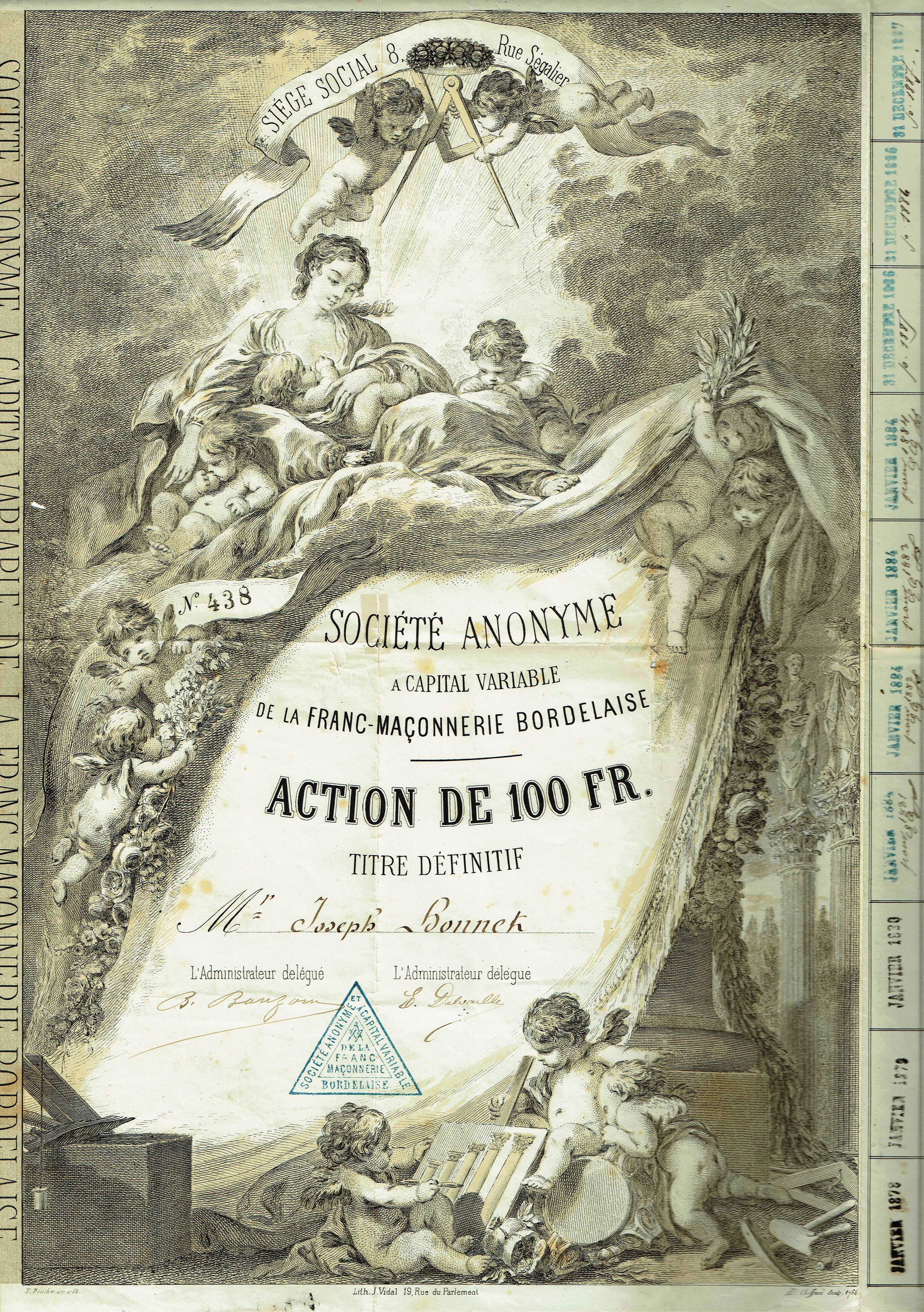
Aktie der S. A. de la Franc-Maconnerie Bordelaise, gestaltet um 1878 nach einer Vorlage von François Boucher

## Zu Fragen der Urheberschaft
- David Pullins: "A Boucher Room - Medium, Time, and Authorship". In: Thomas Kirchner, Sophie Raux und Marlen Schneider (Hrsg.): L'art de l’Ancien Régime. Sortir du rang ! arthistoricum.net, Heidelberg 2022 (Passages online, Band 15), S. 71–86.